# Villanueva de la Jara
Villanueva de la Jara è un comune spagnolo di 2 304 abitanti situato nella comunità autonoma di Castiglia-La Mancia.

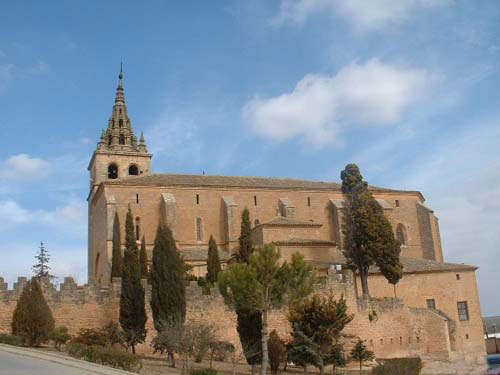
Basilica di Villanueva de la Jara